# Wieża widokowa na Jeleniowatym
Wieża widokowa na Jeleniowatym – turystyczna wieża widokowa zbudowana w 2020 na szczycie Jeleniowatego, zalesionego grzbietu w Bieszczadach Zachodnich.
Jest to obecnie największa tego typu budowla w polskich Bieszczadach.

## Opis
Grzbiet Jeleniowatego ma pięć kulminacji i leży między doliną Sanu na północy a Pasmem Bukowego Berda na południu, niedaleko Mucznego i Tarnawy Niżnej. Wieża znajduje się na najwyższej kulminacji o wysokości 907 m, gdzie przed laty był przekaźnik telewizyjny. Tymczasowe dojście do wieży prowadzi najpierw oznakowaną ścieżką przyrodniczą Brenzberg, która rozpoczyna się tuż za Mucznem, przy głównej drodze do Tarnawy Niżnej. W miejscu, w którym niegdyś stała leśniczówka nazywana Brenzberg, trzeba skręcić w lewo i grzbietem Jeleniowatego dojdziemy do wieży. Docelowy szlak z Mucznego ze ścieżką edukacyjną i tablicami informacyjnymi ma być gotowy na wiosnę 2021.
Wieżę wybudowano w 2020 z inicjatywy Nadleśnictwa Stuposiany. Oficjalne otwarcie nastąpiło 19 listopada 2020. Jest to zwężająca się ku górze budowla konstrukcji stalowo-drewnianej o wysokości 34 m. Do platformy widokowej prowadzi 170 schodów. Wieża może być okresowo zamykana ze względów bezpieczeństwa (gęsta mgła, opady deszczu, śniegu, gołoledź, burza i silny wiatr).
Z wieży roztacza się rozległy widok na dolinę górnego Sanu oraz najwyższe partie polskich i ukraińskich Bieszczadów.

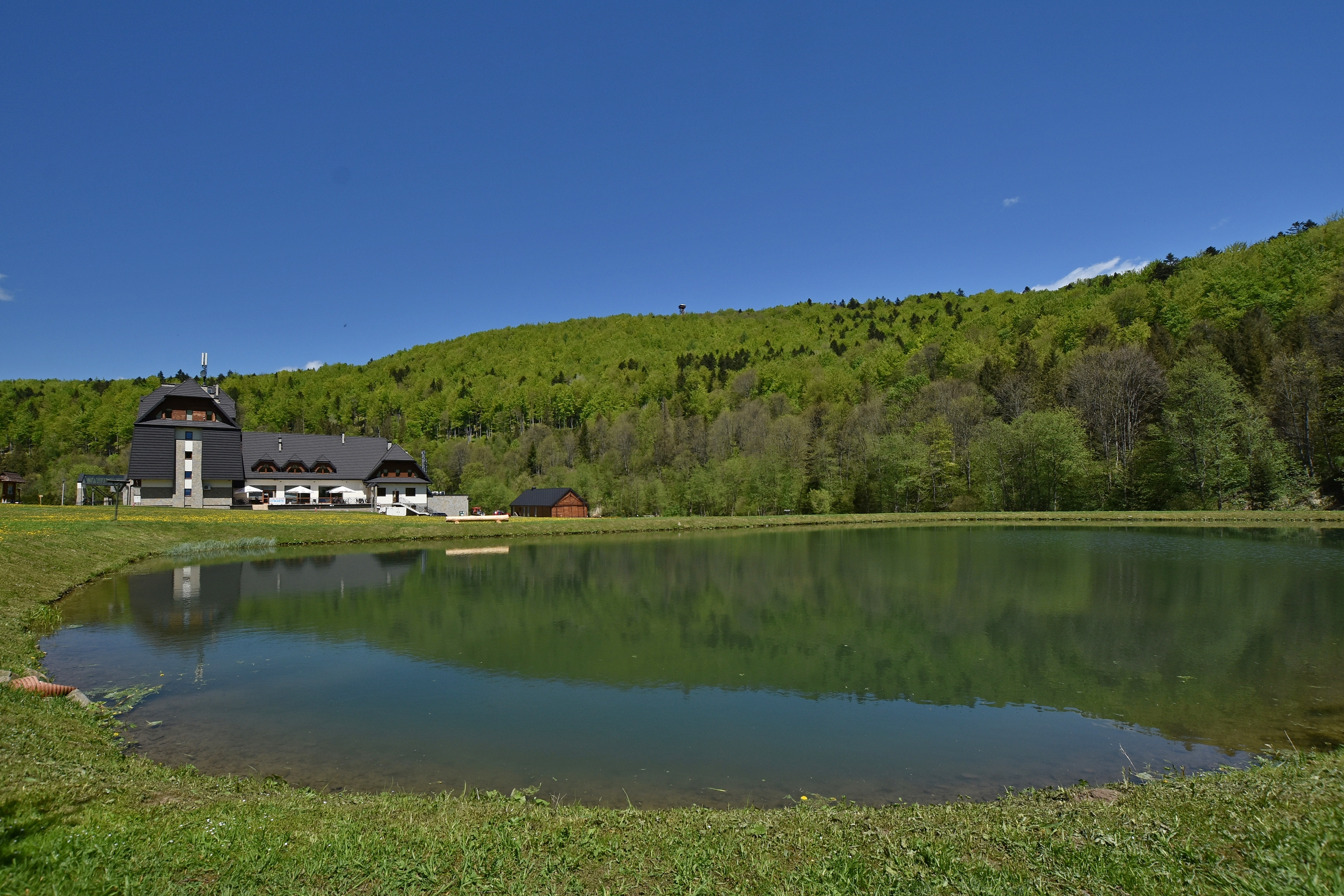
Widok z Mucznego
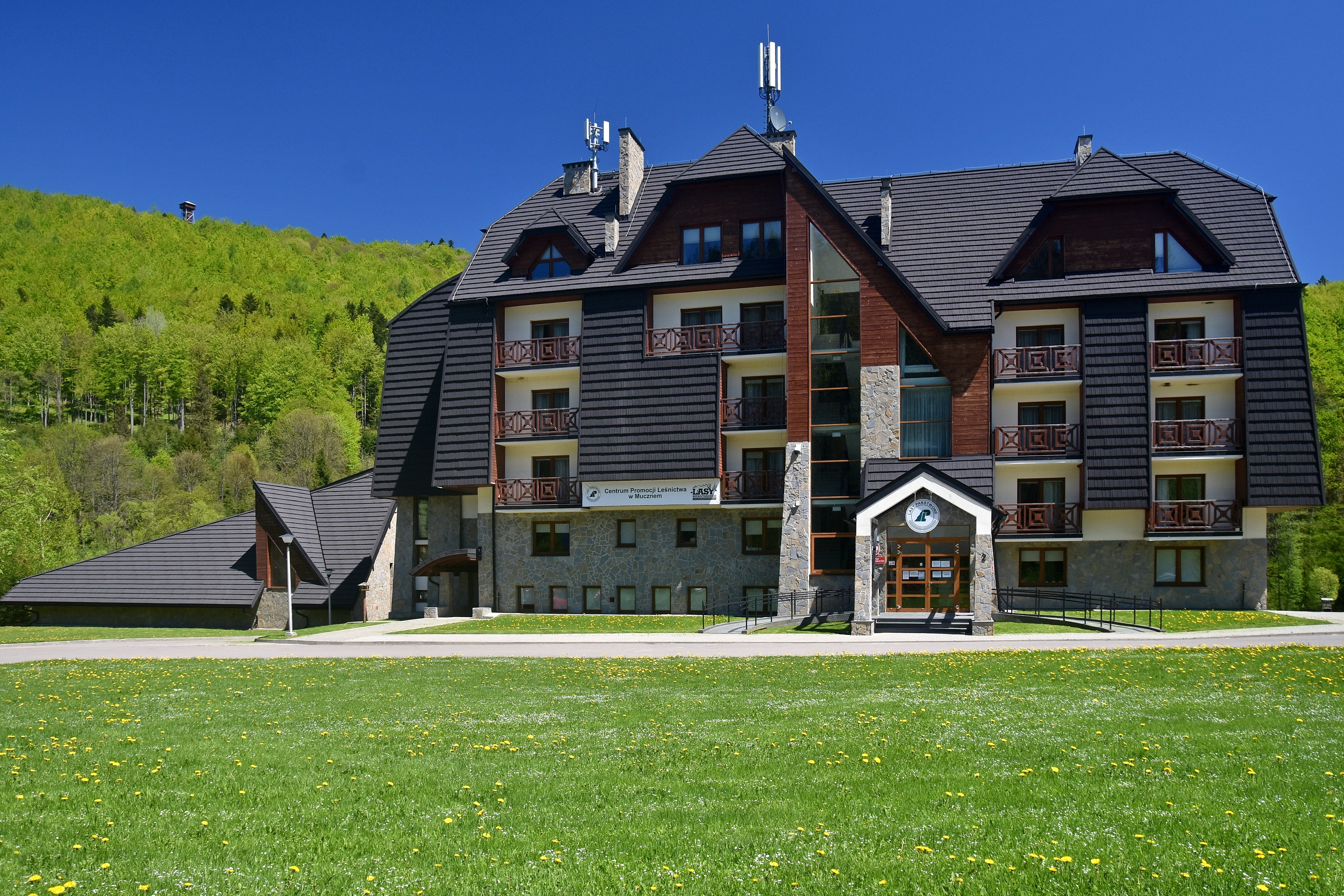
Widok z Mucznego
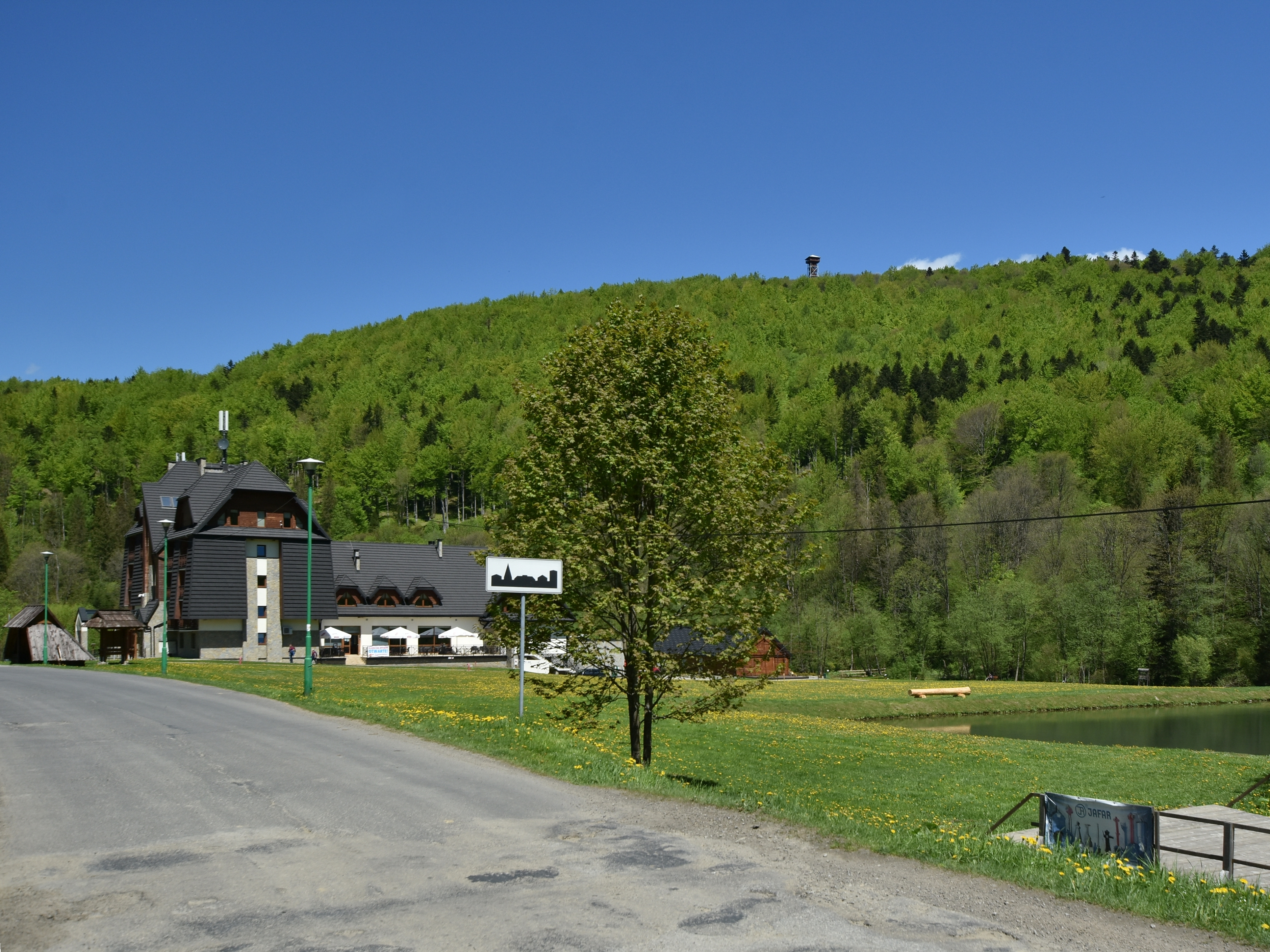
Widok z Mucznego